# Ле-Ше
Ле-Ше (фр. Le Chay) — коммуна во Франции, находится в регионе Пуату — Шаранта. Департамент коммуны — Приморская Шаранта. Входит в состав кантона Сожон. Округ коммуны — Сент.
Код INSEE коммуны — 17097.

## Население
Население коммуны на 2010 год составляло 728 человек.
| 1962 | 1968 | 1975 | 1982 | 1990 | 1999 | 2010 |
| ---- | ---- | ---- | ---- | ---- | ---- | ---- |
| 392  | 387  | 374  | 450  | 529  | 564  | 728  |